# Iuliu Prassler
Iuliu Prassler (1916 - data de falecimento desconhecida) foi um futebolista romeno que competiu na Copa do Mundo FIFA de 1938.